# María de Zayas Sotomayor
María de Zayas y Sotomayor (ur. w 1590 r. w Madrycie, zm. ok. 1660) – hiszpańska pisarka barokowa, uważana za jedną z prekursorek feminizmu w literaturze hiszpańskiej.

## Życiorys
Dane o życiu Marii de Zayas są niezwykle skąpe. Nie jest znana dokładna data jej urodzin; wiadomo, że została ochrzczona w Madrycie 12 września 1590 r. Jej rodzice, Fernando de Zayas y Sotomayor i María Barrasa, wywodzili się z niższej szlachty. Ojciec pisarki był w służbie hrabiego Lemos i prawdopodobnie przebywał z nim w Neapolu w czasie, gdy ten pełnił funkcję wicekróla (1610–1616); należy przypuszczać, że Maria również miała dzięki temu okazję odwiedzić Włochy. Jej pierwszy zbiór nowel opublikowany został w Saragossie, co oznacza być może, że w 1637 r.  zamieszkiwała w tym mieście. Dziesięć lat później kolejny tom wydany został w Madrycie. Po tej dacie brak pewnych informacji na temat autorki. Wzmianki o niej w dziełach innych autorów i dane edytorskie (przedruki jej dzieł) sugerują, że być może mieszkała w Sewilli i Barcelonie. Zmarła prawdopodobnie około 1660 r..

## Twórczość
María de Zayas była uznaną w swoim czasie poetką. Wspominają o niej m.in. Lope de Vega w Laurel de Apolo (1621) i Alonso de Castillo Solorzano, który w powieści Łasica z Sewilli nazywa ją „Sybillą z Madrytu”. Bardziej znana jest jednak jako autorka prozy – dwóch zbiorów nowel, wzorowanych na Nowelach przykładnych Cervantesa, ale również na dziełach Boccaccia, Bandella czy Małgorzaty z Nawarry. W 1637 r. opublikowała pierwszy zbiór, Novelas amorosas y ejemplares, zawierający dziesięć nowel, a w 1647 r. drugi, Desengaños amorosos, kolekcję następnych dziesięciu historii; oba dzieła, podobnie jak Dekameron, przedstawione są jako zapis opowieści snutych przy okazji towarzyskiego spotkania. Nowele Marii de Zayas traktują o związkach miłosnych i małżeńskich dramatach z punktu widzenia kobiet. Zwłaszcza w drugim zbiorze, gdzie narratorkami są wyłącznie postacie żeńskie, zwraca uwagę natężenie tragedii i brutalnej przemocy, jakiej doświadczają bohaterki nowel. María de Zayas nie waha się przed przedstawianiem tortur, morderstw, gwałtów, cudzołóstwa i czarnej magii. Podleganie władzy mężczyzn – mężów, ojców, braci –  oznacza dla kobiet w jej opowiadaniach ciągłą opresję, a najczęściej również zagrożenie życia. Dla tych, którym uda się uniknąć najgorszego, ratunkiem i schronieniem pozostaje klasztor; także bohaterka narracji głównej, Lisis, odrzuca niechciane małżeństwo i wstępuje do klasztoru.
Nowele Zayas miały w XVII wieku około dziesięciu edycji w Hiszpanii i tyleż adaptacji i tłumaczeń w Europie; także w XVIII w. były wydawane i adaptowane w wielu językach. Popularność nowel wynikała m.in. z ich kontrowersyjnego charakteru. W XIX w. autorka popadła w częściowe zapomnienie, gdyż pruderyjni krytycy uznali jej utwory za niemoralne, wulgarne i nieprzyzwoite. W XX wieku Maria de Zayas stała się przedmiotem zainteresowania krytyki feministycznej, jako przykład autorki podejmującej w swej twórczości tematy przemocy związanej z płcią, a także broniącej praw kobiet do godności, wolności intelektualnej i integralności fizycznej. Feminizm Marii de Zayas jest wciąż przedmiotem dyskusji, jednak z pewnością wpisuje się ona w długą tradycję debaty na temat kobiet, jako jedna z obrońców praw płci żeńskiej. Wyrazem takiej postawy jest m.in. prolog do pierwszego zbioru nowel, w którym Zayas krytykuje panującą mizoginię i przytacza przykłady dowodzące równości intelektualnej kobiet i mężczyzn. Kobiety jej zdaniem mają takie samo prawo do twórczości, edukacji i sprawiedliwości, jak ich męscy partnerzy. Z drugiej strony, autorka nie przeciwstawia się obowiązującej w społeczeństwie hierarchii; wskazuje raczej, że mężczyźni, jako mający fizyczną i prawną przewagę, powinni otoczyć kobiety odpowiednią opieką. Podkreśla także wartość kobiecej przyjaźni.
W Polsce jedyne przekłady utworów Maríi Zayas ukazały się w antologii Dawna nowela hiszpańska (1978).